# العلاقات الأردنية الموريتانية
العلاقات الأردنية الموريتانية هي العلاقات الثنائية التي تجمع بين الأردن وموريتانيا.

## مقارنة بين البلدين
هذه مقارنة عامة ومرجعية للدولتين:
| وجه المقارنة                                              | الأردن                   | موريتانيا                 |
| --------------------------------------------------------- | ------------------------ | ------------------------- |
| المساحة (كم2)                                             | 89.34 ألف                | 1.03 مليون                |
| عدد السكان (نسمة)                                         | 9.81 مليون               | 4.42 مليون                |
| الكثافة السكانية (ن./كم²)                                 | 109.81                   | 4.29                      |
| العاصمة                                                   | عمان                     | نواكشوط                   |
| اللغة الرسمية                                             | اللغة العربية            | اللغة العربية، لغة فرنسية |
| العملة                                                    | دينار أردني              | أوقية موريتانية، أوقية ‏   |
| الناتج المحلي الإجمالي (بليون دولار)                      | 40.07 مليار              | 5.02 مليار                |
| الناتج المحلي الإجمالي (تعادل القوة الشرائية) بليون دولار | 82.80 مليار              |                           |
| الناتج المحلي الإجمالي الاسمي للفرد دولار أمريكي          | 4.94 ألف                 |                           |
| الناتج المحلي الإجمالي للفرد دولار أمريكي                 | 12.05 ألف                | 3.91 ألف                  |
| مؤشر التنمية البشرية                                      | 0.748                    | 0.506                     |
| رمز المكالمات الدولي                                      | +962                     | +222                      |
| رمز الإنترنت                                              | .jo                      | .mr                       |
| المنطقة الزمنية                                           | ت ع م+02:00، ت ع م+03:00 | 00                        |

## مدن متوأمة
في ما يلي قائمة باتفاقيات التوأمة بين مدن أردنية وموريتانية:
- ترتبط عمان مع نواكشوط باتفاقية توأمة منذ 1994.[14][15][14][15]

## منظمات دولية مشتركة
يشترك البلدان في عضوية مجموعة من المنظمات الدولية، منها:
| علم المنظمة | اسم المنظمة                                 | تاريخ انضمام الأردن | تاريخ انضمام موريتانيا |
| ----------- | ------------------------------------------- | ------------------- | ---------------------- |
|             | وكالة ضمان الاستثمار متعدد الأطراف          | 12 أبريل 1988       | 8 سبتمبر 1992          |
|             | منظمة التعاون الإسلامي                      | ?                   | ?                      |
|             | منظمة الشرطة الجنائية الدولية               | ?                   | ?                      |
|             | منظمة حظر الأسلحة الكيميائية                | ?                   | ?                      |
|             | المصرف العربي للتنمية الاقتصادية في أفريقيا | ?                   | ?                      |
|             | منظمة التجارة العالمية                      | ?                   | 31 مايو 1995           |
|             | الأمم المتحدة                               | 14 ديسمبر 1955      | 27 أكتوبر 1961         |
|             | صندوق النقد العربي                          | ?                   | ?                      |
|             | مؤسسة التمويل الدولية                       | 20 يوليو 1956       | 29 ديسمبر 1967         |
|             | يونسكو                                      | 14 يونيو 1950       | 10 يناير 1962          |
|             | مؤسسة التنمية الدولية                       | 4 أكتوبر 1960       | 10 سبتمبر 1963         |
|             | الاتحاد الدولي للاتصالات                    | 20 مايو 1947        | 18 أبريل 1962          |
|             | الصندوق العربي للإنماء الاقتصادي والاجتماعي | ?                   | ?                      |
|             | جامعة الدول العربية                         | 25 مايو 1946        | 26 نوفمبر 1973         |
|             | البنك الدولي للإنشاء والتعمير               | 29 أغسطس 1952       | 10 سبتمبر 1963         |
|             | المركز الدولي لتسوية المنازعات الاستشارية   | 29 نوفمبر 1972      | 14 أكتوبر 1966         |
|             | الاتحاد البريدي العالمي                     | ?                   | ?                      |

## وصلات خارجية
- موقع وزارة الخارجية الأردنية